# Чистяков, Никита Андреевич
Никита Андреевич Чистяков (род. 8 августа 2000, Махачкала) — российский футболист, защитник.

## Карьера

### Клубная
Воспитанник клубной академии «Анжи». В ноябре 2017 года в составе юношеской команды 2000 года рождения одержал победу в Кубке РФС. В середине декабря 2017 года подписал контракт с первой командой. Дебютировал в профессиональном футболе в составе фарм-клуба «Анжи-2» 11 мая 2018 года в домашнем матче 31-го тура первенства ПФЛ против «Краснодара-2», выйдя на поле на 85-й минуте встречи вместо Чингиза Агабалаева. Всего в сезоне 2017/2018 провёл 3 матча в ПФЛ, все выходя на замену. 10 мая 2019 года в домашнем матче 28-го тура против тульского «Арсенала» дебютировал за «Анжи» в премьер-лиге, проведя полный матч.
21 июня 2019 года заключил контракт с «Уралом». В июне 2021 года подписал годичное арендное соглашение с тольяттинским «Акроном». Во второй половине 2022 года выступал за «Тюмень». В конце января 2023 года перешёл в «Новосибирск». С 28 июня 2023 — игрок «Форте».

### В сборной
13 февраля 2018 года вместе с одноклубниками Гамидом Агаларовым и Мухтаром Ханмурзаевым был впервые вызван в сборную России 2000 года рождения. В сентябре 2018 года со сборной России U-18 принимал участие в мемориале Гранаткина в Санкт-Петербурге.